# La cosmonave dei ventiquattro
La cosmonave dei ventiquattro (Mission to Universe) è un romanzo di fantascienza del 1965 di Gordon R. Dickson. Narra di un viaggio nello spazio da parte di 24 uomini per trovare un pianeta abitabile per l'umanità.
Il libro è suddiviso in 12 capitoli.

## Trama
In una base americana segreta, Ben e gli altri membri dell'equipaggio stanno costruendo una nave spaziale in grado di muoversi da un punto qualunque a un altro in un secondo (con gli opportuni calcoli), ma quando la sera Marsh Otam arriva per dare a Ben un comunicato del presidente dove lo si promuove a Brigadiere Generale ma gli si vieta di partire per paura di ripercussioni da parte degli altri pesi, questo si rifiuta di obbedire e mentendo al suo equipaggio decide di partire.
Da lì a poco si troveranno al di fuori del Sistema Solare diretti verso Alpha Centauri da cui partirà il loro viaggio nello spazio alla ricerca di un pianeta abitabile.
Dopo aver raggiunto Alpha Centauri si dirigono approssimativamente al centro della Galassia dove credono ci saranno più possibilità di trovare un pianeta adatto; Il primo pianeta su cui scendono non è molto accogliente anche se l'aria è respirabile e poco dopo l'uscita (non autorizzata) di due membri dell'equipaggio (Jay Tremple e Matt Duncan) scoppia un enorme terremoto che costa la vita ai due esploratori che si trovavano fuori dalla nave e quasi anche a Walt che era uscito per cercare di riportarli alla nave (ma che riuscirà soltanto a tornare con il cadavere di Matt), durante questo cataclisma Polly viene scaraventata su una parete da una delle prime scosse, successivamente Ben e Nora dovranno amputarle una gamba.
Il secondo pianeta su cui Ben sceglierà di scendere (anche a causa di un problema del rigeneratore di cibo) non è respirabile e appare ricoperto interamente da uno strato di erba sottile e popolato soltanto da una specie di erbivori pacifica anche se difficilmente avvicinabile, Ben però stavolta non scenderà impreparato e prima di acconsentire l'uscita fa fare tutti i rilevamenti del caso e poi dopo costruire un muro attorno alla nave.
Dopo però aver ucciso diverse decine di questi animali per ricavarne provviste per il viaggio incontrano un'altra specie aliena che però si scoprirà essere dei carnivori simili a lupi intelligenti che nonostante non sappiano parlare si sono evoluti a tal punto da allevare gli erbivori per il proprio sostentamento.
Dopo vari scontri (in cui anche Lee viene molto ferito) una sera mentre due squadre comandate da Cooper e Hans, i lupi alieni spingono un enorme numero di erbivori contro il muro di cinta in modo da creare una scala di corpi per poter scalarlo, questo impedisce anche alle due squadre di rientrare che trovandosi circondate dagli erbivori impazziti riescono a trovare rifugio su una collina, Ben a quel punto fa esplodere delle cariche posizionate precedentemente per disperdere gli animali e creare un passaggio, ma la prima esplosione va a vuoto perché Hans e alcuni uomini non partono e nel tentativo di convincerli anche il resto delle squadre perde l'occasione, prima di provare una seconda e ultima esplosione Ben ordina agli uomini di correre dimenticandosi degli altri, questo salverà la maggior parte degli uomini (compreso Cooper) ma condannerà Hans e vari altri; dopo il recupero lasciarono il pianeta e il suo sistema solare.
Lee stenta a guarire e inizia anche ad avere gli incubi, Ben spera in una sua guarigione perché per il suo equipaggio e insostituibile, durante la sua convalescenza visitano i Sistemi Solari di molte stelle simili al Sole, passando nello spazio Natale e Capodanno.
Ma dopo molte ricerche trovano un pianeta che sembra buono, ma subito dopo essere atterrati sulla sua superficie appare un oggetto metallico molto veloce che circonda la nave con sottili fili luminosi, a formare una gabbia.
Vengono poi raggiunti da due bipedi alti circa 150 cm che tramite ologrammi mnemonici convincono Ben a venire con loro; una volta entrato in un l'oro edificio gli diviene impossibile muoversi a causa di una forza invisibile, a quel punto i Grigio Pelo (chiamati così per la loro pelle) studiano il suo cervello tramite quattro scatole nere che stimolano i suoi centri nervosi, gli fanno provare gioia, pianto, imbarazzo e quando finalmente Ben riprende il controllo delle sue emozioni gli raccontano che la loro razza viene da lontano ma sono stati scacciati da un'altra razza molto bellicosa (che verrà chiamata Pelle d'Oro) e quindi sono emigrati qui, dopo questa spiegazione delle loro origini Ben subisce l'ultima prova, gli appare davanti un orso derivante da uno dei suoi peggiori incubi e a quel punto invece di scappare in preda al terrore, rimane immobile e quando l'animale attacca cerca di strangolarlo, e a quel punto l'orso scompare.
Ben viene riportato alla sua nave ma non riuscendo a capire molto della situazione decide di andarsene e quella notte insieme a parte del suo equipaggio distrugge dei cannoni posizionati dai Grigio Pelo nelle colline vicine, fatto questo si sposta nello spazio e decide di andare a esplorare i mondi dei Pello d'Oro.
Una volta scoperto dove questi pianeti si trovassero (dal filmato mostratogli dai Grigio Pelo che lui aveva registrato) si dirigono con pochi balzi nei pressi del primo e prudentemente fotografano la superficie prima di scendere, dopo aver sviluppato le fotografie scoprono una città che sembra in rovina e non essendoci forme di vita ne visibili a occhio nudo ne con i sensori di calore decidono di metterci piede.
Ma una volta scesi vengono attaccati da sei umanoidi con la pelle dorata alti almeno 3 metri che con pochi salti raggiungono la camera stagna e prendono in ostaggio alcuni membri dell'equipaggio, il pianeta non è quindi disabitato; questo entrano nella nave e senza fare male a nessuno rubano qualsiasi cosa possano prendere (sedie, libri, attrezzi, appunti, ecc.), fatto questo riuniscono gli ostaggi (i restanti membri dell'equipaggio non sono toccati) e lasciano uno di loro di guardia.
Ben allora dopo essersi armato con un fucile preso dalla sua cassaforte silenziosamente uccide la guardia e segue un altro Pelle d'Oro nella città per poi uccidere anch'esso; ma una volta finiti questi due assassinii non riesce più a tornare alla nave e solo grazie al rumore di alcuni spari riesce a ricongiungersi ai suoi compagni, trova però in corso una battaglia tra due gruppi uno di umani che si sono nel frattempo armati e uno di Pelle d'Oro piuttosto numeroso, nonostante i suoi tentativi di ordinare il cessate il fuoco gli umani sterminano l'altro gruppo.
Dopo questi avvenimenti degli studi sui Pelle d'Oro e sul loro comportamento (si lanciavano contro i fucili nonostante sapessero di morire), capiscono che questi dopo aver conquistato ogni mondo a cui potevano accedere sono regrediti al livello di animali; hanno finalmente trovato un pianeta adatto all'umanità.
Trovato il pianeta adatto Ben si trova davanti alla scelta di tornare a casa o no, sapendo di andare incontro certamente a un processo per rapina, rapimento, tradimento e molto altro, ma infine decide di non avere paura e riferisce al suo equipaggio che intende tornare sulla Terra, tutti sembrano felici tranne Walter Eugene che ritiene giusto rimanere ancora un po', perché certamente una volta tornati a casa non avrebbero più permesso a nessuno di loro di andarsene, sarebbero partiti astronauti più giovani e preparati.
Ben si trova allora a dubitare della sanità mentale di Walter e teme che se prenderà le coordinate della Terra (che si trovano nella sua cassaforte) e le inserirà sul megacalcolatore Walter potrebbe cercare di distruggerle per impedire a tutti di tornare a casa, decide allora di invitare nella propria cabina Walter per "essere aiutato a prendere i codici della Terra", prepara intanto in un cassetto aperto della sua scrivania la sua rivoltella.
Una volta arrivato Walt chiede a Ben di aprire la cassaforte per prendere i codici e mentre questo fa finta di farlo cerca di colpirlo con una delle armi sottratte agli Uomini d'Oro ma Ben se lo aspetta e schivando il colpo prende la pistola e fredda Walt, è tutto finito.
Dopo questa ennesima morte Ben senza intoppi fa ritorno sulla Terra dove viene costretto ad atterrare in una base diversa da quella da cui è partito, si aspetta un processo della corte marziale e questo avviene ma grazie al suo avvocato Kirk Walish ,al segretario spaziale Sven Holmgren e al suo equipaggio riesce a scagionarsi e viene elogiato da tutto il mondo per il suo coraggio e la sua prontezza nel prendere decisioni difficili, ma al termine di tutto questo decide di non mettere più piede nello spazio, nonostante Sven gli offra di diventare un personaggio di spicco nella nuova sezione governativa che riguarda i viaggi spaziali.

## Personaggi
Ben ShoreComandante della cosmonave e protagonista del romanzo, guiderà 24 uomini nello spazio in un viaggio alla ricerca di nuovi mondi abitabili, unica soluzione per una Terra sovrappopolata e sull'orlo di una guerra nucleare.
Lee Ruiz: Tecnico d'eccezione dell'equipaggio che insieme a Walter ha idealizzato e seguito la creazione della cosmonave.
Walter BoneGenio teorico (come descritto da Ben) che ha ideato quel settore della fisica dei campi di fade che ha poi anche sviluppato.
WaltUfficiale di guardia responsabile delle prime squadre di tutte le sezioni della nave.
Hans CloghEsperto matematico
Nora TallerInfermiera
Altri componenti dell'equipaggioRalph Egan, Matt Duncan, Kirk Walish, Julian Tyree, Cooper Malson, Polly Neigh, Tessie Sorenson, Waller, Altri componenti.
Marsh OtamRappresentante di Washington.
Walter EugenePresidente degli Stati Uniti d'America al momento della partenza di Ben.
Kirk WalishAvvocato di Ben nel processo una volta che torna a casa.
Sven HolmgrenSegretario spaziale degli Stati Uniti che aiuta Ben a scagionarsi per le accuse di rapimento e furto di materiali governativi.

### Edizioni
- Gordon R. Dickson, La cosmonave dei ventiquattro, traduzione di Bianca Russo, Urania 429, Arnoldo Mondadori Editore, 1966.
- Gordon R. Dickson, La cosmonave dei ventiquattro, traduzione di Bianca Russo, Urania 848, Arnoldo Mondadori Editore, 1980.
- Gordon R. Dickson, La cosmonave dei ventiquattro, in Millemondi Inverno 2001: Astronavi maledette. Tre romanzi di J. White, G. R. Dickson, M. Leinster, traduzione di Bianca Russo, Millemondi 33, Arnoldo Mondadori Editore, 2001.